# 帰仁区

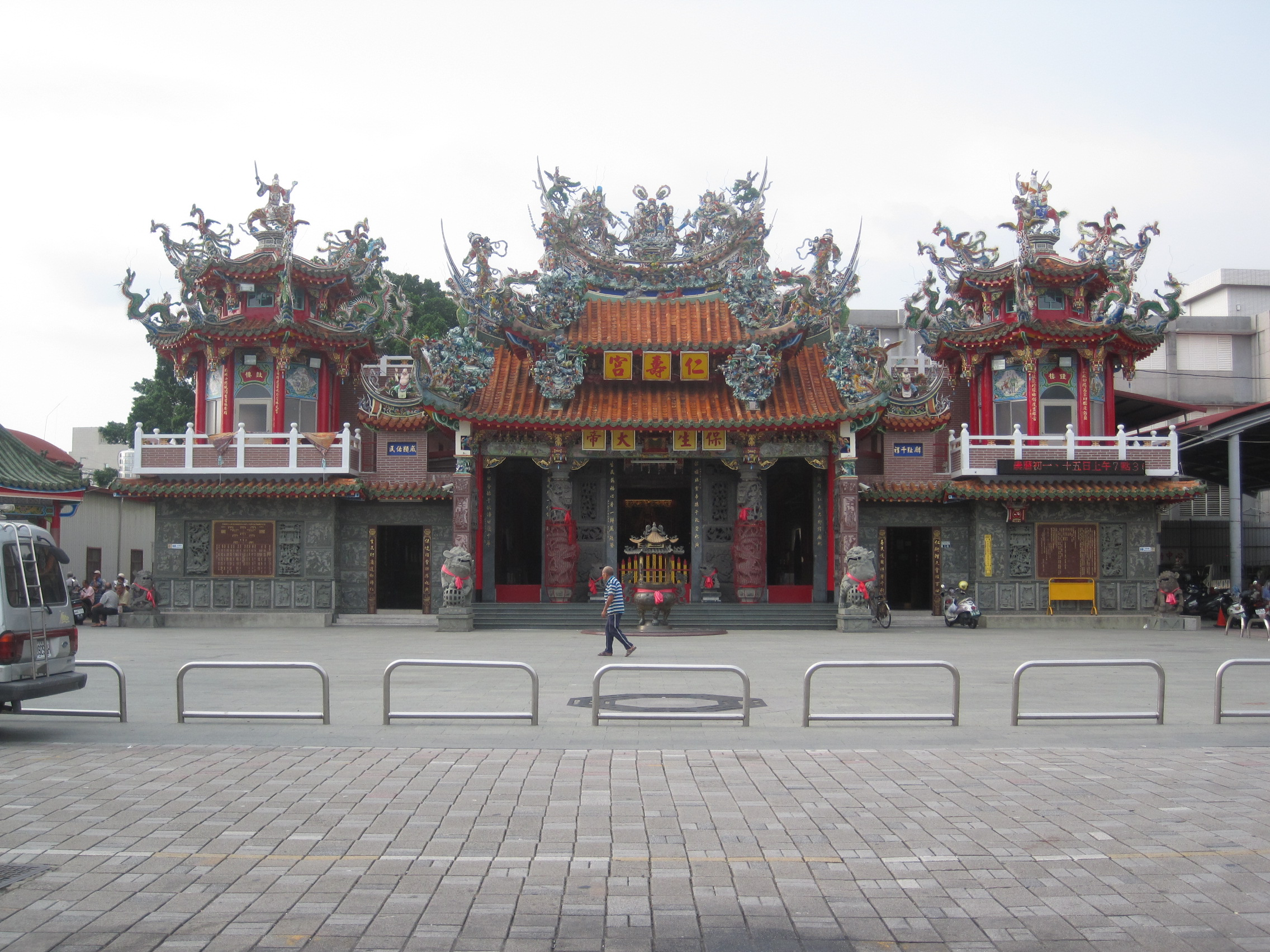
帰仁仁寿宮

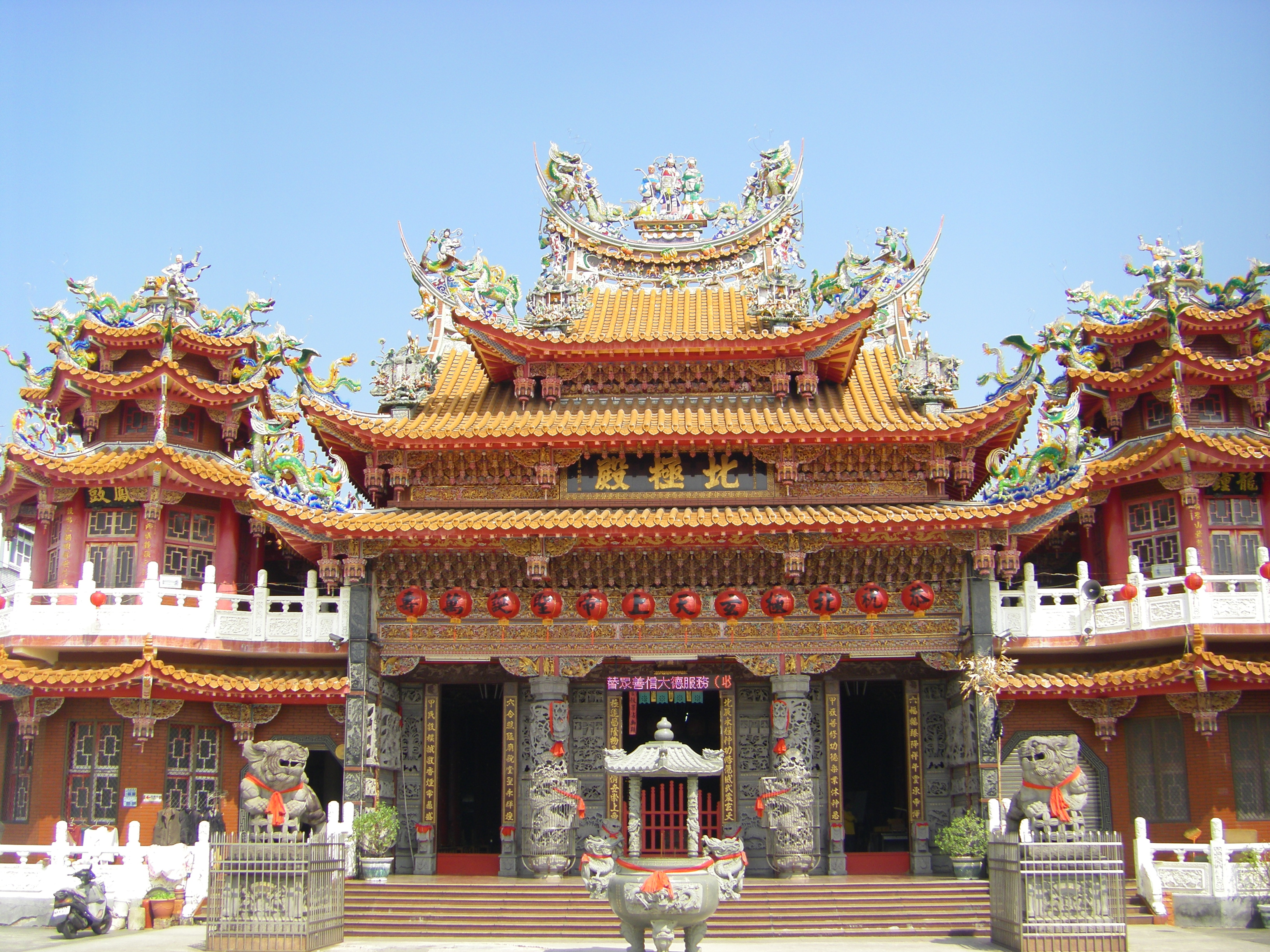
六甲北極殿

帰仁区（グイレン/きじん-く）は台南市の市轄区。

## 地理
帰仁区は台南市南端に位置し、北は永康区、新化区と、東は関廟区と、西は仁徳区と、南は高雄市阿蓮区、路竹区とそれぞれ接している。嘉南平原に位置しているため全域で平地となっており、丘陵は存在しない。二仁渓の支流である許県渓が区内を流れている。

## 歴史
古くは西拉雅族新港社の居住地であった。伝承では陳、李両姓の漢人が現在の帰仁国小の南側に入植を開始し、赤レンガで住居を構えたことから旧名の「紅瓦厝」が生じたとされている。鄭成功時代、この地に書院が設立され「天下帰仁焉」の一文から「帰仁里」と改称された。日本統治時代の1920年の台湾地方改制の際、「帰仁庄」が設けられ台南州新豊郡の管轄とされた。台湾の中華民国への編入後に台南県帰仁郷と改められ、2010年12月25日に台南県が台南市に編入されたことに伴って帰仁区となり、現在に至る。

## 行政区
| 里 |
| --- |
| 七甲里、大廟里、西埔里、看西里、南保里、崙頂里、媽廟里、八甲里、六甲里、沙崙里、看東里、南興里、辜厝里、帰仁里、大潭里、文化里、武東里、後市里、許厝里、新厝里、帰南里 |

## 歴代区長
| 代 | 氏名 | 着任日 | 退任日 |
| -- | ---- | ------ | ------ |

## 教育

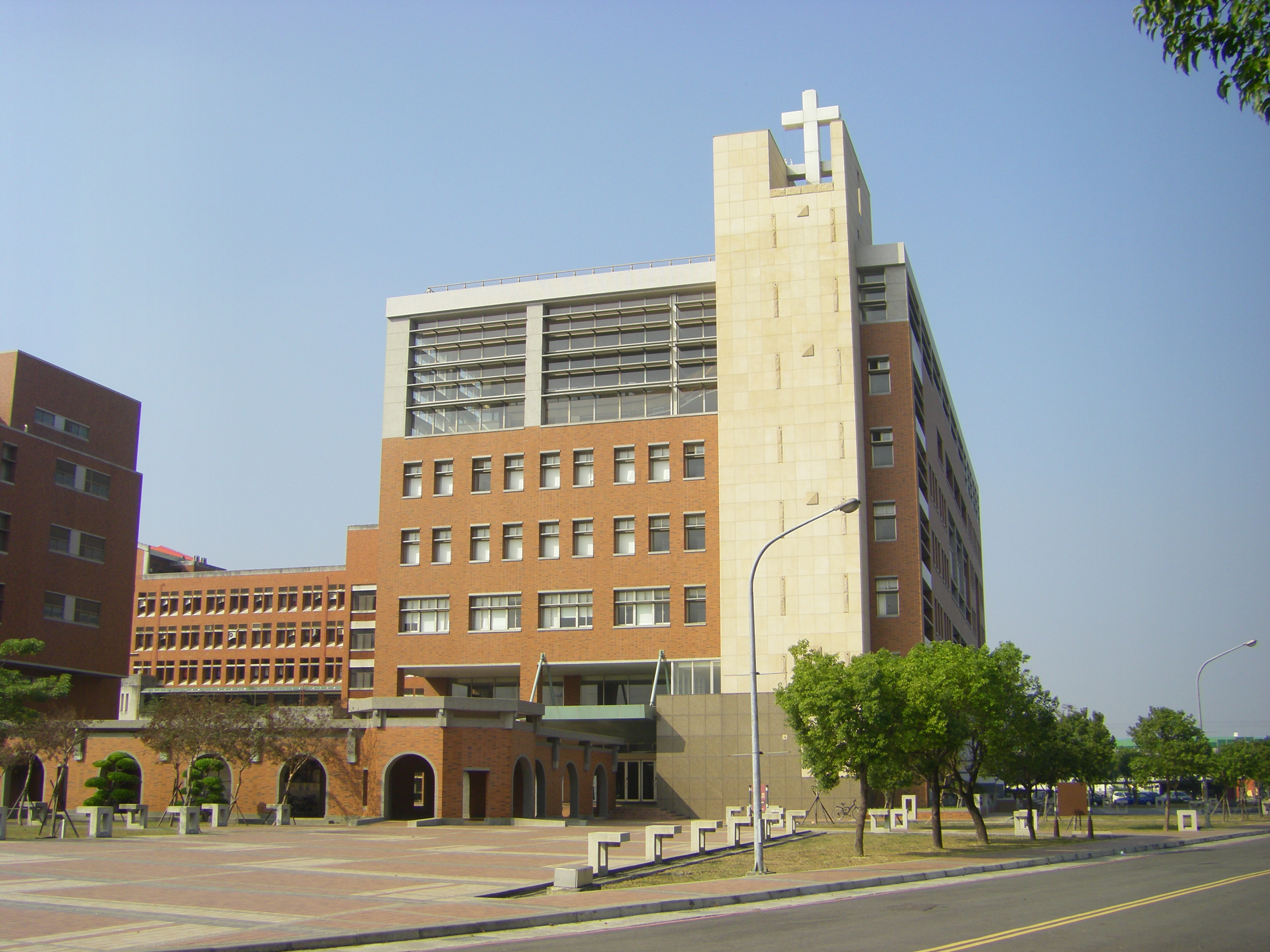
長栄大学の行政ビル

### 大学
- 国立成功大学帰仁校区
- 国立陽明交通大学台南校区
- 長栄大学

### 高級中学
- 国立新豊高級中学

### 国民中学
- 台南市立帰仁国民中学
- 台南市立沙崙国民中学

### 国民小学
- 台南市立帰仁国民小学
- 台南市立帰南国民小学
- 台南市立保西国民小学
- 台南市立大潭国民小学
- 台南市立文化国民小学
- 台南市立紅瓦厝国民小学

## 交通
| 種別 | 路線名称             | その他                           |
| 鉄道 | 台湾高速鉄道         | 台南駅                           |
| 鉄道 | 台湾鉄路管理局沙崙線 | 沙崙駅 長栄大学駅 2011年開通     |
| 鉄道 | 台湾糖業公司関廟線   | 帰仁駅 六甲駅 1972年旅客取扱廃止 |
| 国道 | 国道1号 中山高速道路 | 台南IC                           |
| 省道 | 台86線               | 東西向快速道路 台南関廟線        |

## 観光

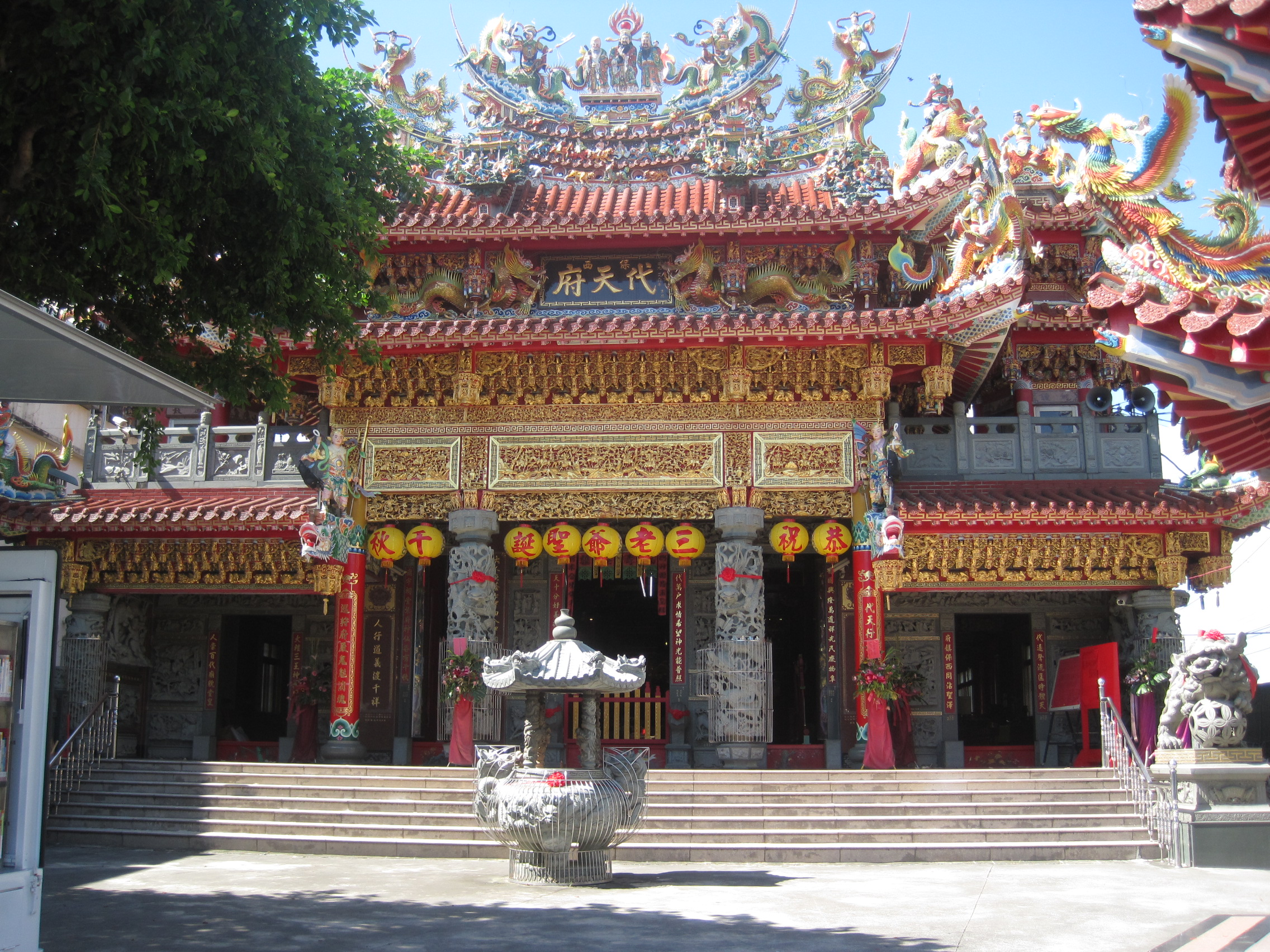
保西代天府

- 三井アウトレットパーク 台南
- 仁寿宮
- 敦源聖廟
- 潁川家廟
- 保西代天府
- 台南刑務所中央台
- 龍蝦潭
- 世界蛇王教育農場